# Oskarströms köping
Denna artikel handlar om den tidigare kommunen Oskarströms köping. För orten se Oskarström.
Oskarströms köping var en tidigare kommun i Hallands län.

## Administrativ historik
Oskarströms köping bildades den 1 januari 1947 (enligt beslut den 29 mars 1946) genom en utbrytning av Oskarströms municipalsamhälle ur Enslövs och Slättåkra landskommuner, där municipalsamhället inrättats 27 januari 1905. Enligt beslut den 6 september 1946 skulle samtliga av stadsstadgorna gälla i Oskarströms köping.
Den 1 januari 1971 ombildades köpingen till Oskarströms kommun som 1974 uppgick i Halmstads kommun.
Köpingens församling var Oskarströms församling som 1957 utbröts ur Enslövs och Slättåkra församlingar.

## Heraldiskt vapen
Oskarströms köping saknade vapen.

## Geografi
Oskarströms köping omfattade den 1 januari 1952 en areal av 8,71 km², varav 8,40 km² land.

### Tätorter i köpingen 1960
I Oskarströms köping fanns tätorten Oskarström, som hade 2 852 invånare den 1 november 1960. Tätortsgraden i köpingen var då 97,4 procent.

## Politik

### Mandatfördelning i valen 1946-1970
| 6 | 14 | 3 | 2 |

| 23 |

| 2 | 15 | 4 | 2 | 2 |

| 22 |

|  | 16 | 3 | 3 | 2 |

| 21 | 4 |

|  | 16 | 2 |  | 2 | 3 |

| 22 |

| 18 | 2 |  | 2 | 2 |

| 22 |

| 18 | 2 | 3 | 2 |

| 21 | 4 |

| 17 | 3 | 3 | 2 |

| 22 |